# Lucia Jirgal

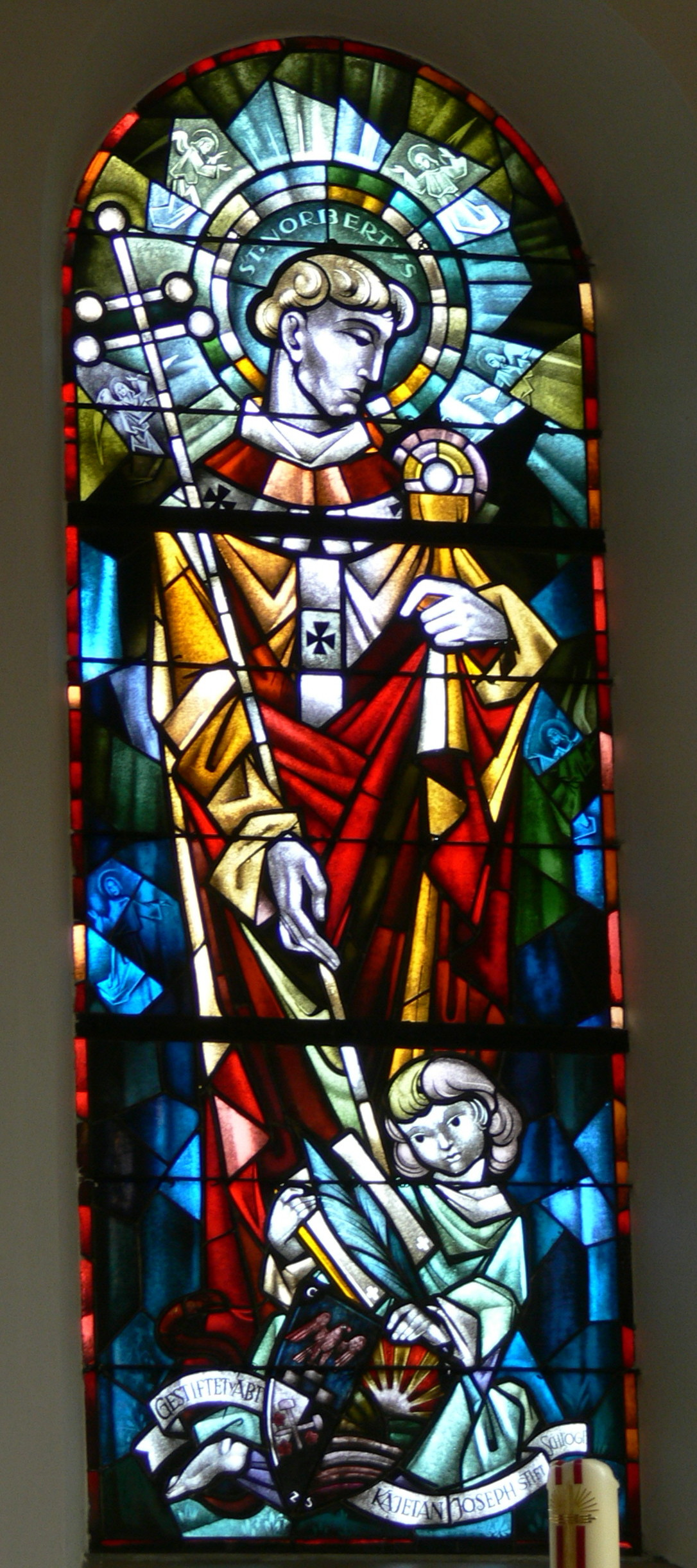
Glasmalerei Heiliger Norbert (1954) in der Pfarrkirche in Klaffer am Hochficht

Lucia Jirgal (* 19. November 1914 in Wien; † 24. März 2007) war eine österreichische Malerin.

## Leben
Sie war eine Schülerin des Malers und Kunsterziehers Oskar Rainer und studierte bei Franz Cizek an der Wiener Kunstgewerbeschule. 1942 wurde sie die letzte Assistentin des 1948 verstorbenen Puppenspielers Richard Teschner.
Zu Lucia Jirgals Werken zählen unter anderem Glasmalereien in Kirchen und Buchillustrationen. Ihr Grab befindet sich auf dem Wiener Zentralfriedhof.

## Werke
- Engelschöre, Glasmalerei, Pfarrkirche Dornbach in Wien (um 1932)
- Bruder Klaus mit Engeln, Altarbild, Leopoldskirche in Wien (1948)
- Geburt Christi und Ölbergszene, Glasmalerei, Evangelische Pfarrkirche Mitterbach am Erlaufsee (1948)
- Szenen aus dem Marienleben und Gottvater, Glasmalereien, Pfarrkirche Muttergottes im Augarten in Wien (um 1950)
- Glasfenster, Pfarrkirche Heiliger Geist in Attnang-Puchheim (um 1950)
- Versammlung der Heiligen um das Lamm Gottes, Wandmalerei, Herz-Jesu-Kirche in Gmünd (um 1950)
- Majestas, Glasmalerei, Karl-Borromäus-Kirche am Wiener Zentralfriedhof (1952)
- Kreuzwegbilder mit Hinterglasmalerei in der Pfarrkirche Michelhausen (1952)
- Ehefenster, Glasmalerei, Schafbergkirche in Wien (1953)
- Glasfenster, Pfarrkirche Klaffer (1954)
- Glasfenster, Kirche der Jungarbeiterdorfs Hochleiten, Gießhübl  (1954)
- Kreuzwegmosaike, Pfarrkirche Amstetten-Herz Jesu (1954)
- mit Rupert Schweiger: Hochaltar als sechsteiliges Mosaikretabel in der Pfarrkirche Euratsfeld (1956)
- Köpfe von Heiligen, Glasmalerei, Schafbergkirche in Wien (um 1970)